# Лебедев, Виктор Захарович
Ви́ктор Заха́рович Ле́бедев (1900—1968, Москва, РСФСР) — советский дипломат. Чрезвычайный и полномочный посол.

## Биография
Член ВКП(б). Окончил Рязанский педагогический институт (1922) и Московский университет (1925).
- В 1940—1941 годах — советник полпредства СССР в Югославии, временный поверенный в делах СССР в Югославии[3].
- В 1941—1943 годах — заместитель заведующего Международным отделом Совинформбюро.
- В 1943 году — эксперт-консультант Комиссии по подбору дипломатических документов.
- В 1943—1945 годах — чрезвычайный и полномочный посол СССР при Союзных правительствах Югославии, Бельгии, Люксембурга, Нидерландах и Норвегии в Лондоне.
- С 6 июня 1945 по 2 марта 1951 года — чрезвычайный и полномочный посол СССР в Польше. О его отзыве из Польши утверждают: «Лебедев позволил себе прислать Сталину из Варшавы в 1951 году свою книгу о построении основ социализма в странах народной демократии с запиской: „Тов. И. В. Сталину на отзыв“. На этой записке Сталин начертал резолюцию: „Отозвать“»[4].
- С 8 апреля 1951 по 5 августа 1954 года — чрезвычайный и полномочный посланник СССР в Финляндии.
- С 5 августа 1954 по 10 октября 1958 года — чрезвычайный и полномочный посол СССР в Финляндии.
- В 1958—1960 годах — эксперт-консультант редакционного аппарата по изданию дипломатических документов.
- В 1960—1965 годах — ректор ВДШ МИД СССР.

Похоронен в Москве на Ваганьковском кладбище.

## Награды
- Орден Отечественной войны I степени (5 ноября 1945).
- Орден Трудового Красного Знамени (3 ноября 1944).